# Maamendhoo (Seenu-atol)
Maamendhoo is een van de onbewoonde eilanden van het Seenu-atol behorende tot de Maldiven.